# Corina Oproae
Corina Oproae (Făgăraș, Transilvania, 1973) es una filóloga, escritora, novelista, poetisa y traductora de origen rumano nacionalizada española.

## Biografía
Nació en Făgăraș en 1973. Es licenciada en filología inglesa e hispánica por la Universidad Babes-Bolyai de Cluj-Napoca, en Rumanía, donde hizo también un máster en Estudios Literarios Americanos.
Llegó a España en 1997 y se estableció en Barcelona en 1998. En aquel momento sentía rechazo hacia su lengua natal, y, cuando murió su madre, dejó de escribir y de hablar en rumano. El español fue la cuarta lengua que aprendió. Estudió en Rumanía filología inglesa y filología hispánica.Tiene la nacionalidad española desde 2002.

### Trayectoria literaria
Escritora trilingüe, en catalán escribió en 2020 La mà que tremola (traducido a español La mano que tiembla), un libro de reflexión poética sobre el hecho de escribir en una lengua que no es la materna. 
Sus poemas han sido incluidos en diversas antologías publicadas en España y América Latina. Ha traducido al catalán y al castellano a autores como Marin Sorescu, Lucian Blaga, Gellu Naum, Ana Blandiana, Norman Manea, Dinu Flămând, Mary Oliver, Tatiana Țîbuleac, Ioan Es. Pop, Angela Marinescu o Mary Oliver. Es autora y traductora de La poesía del siglo xx en Rumanía (2022).

## Vida personal
Su padre era químico, y murió en Rumanía cuando ella era muy joven. Su madre era enfermera de urgencias. Está divorciada, y es madre de un hijo y de una hija.
Además, ha recibido premios por sus traducciones:  en 2015, el Premio Jordi Domènech de Traducción de Poesía, por la traducción al catalán de La meva pàtria A4 de Ana Blandiana; y en 2014, el Premio Cavall Verd Rafel Jaume de Traducción Poética, por la traducción, junto a Xavier Montoliu, de la obra Per entre els dies de Marin Sorescu.

## Obra

### Novela
- La casa limón; Tusquets (2024).

### Poesía
- Desde dónde amar; Pretextos (2021).
- Intermitencias; Sabina Editorial (2018).
- Mil y una muertes; Garua Libros (2016).

### Ensayo
- La mà que tremola; (Llibres del Segle, 2020).[9]